# Mormant-i csata
A mormanti csata a hatodik koalíció háborúja során vívták a Napóleon személyes parancsnoksága alatt álló császári francia csapatok és az oroszok Peter Johann von der Pahlen vezette egyik hadosztálya között Mormant városa közelében, mintegy 50 km-re Párizstól délkeletre.
Pahlen túlerőben lévő haderejét a francia lovasság és a gyalogság bekerítette, és csaknem megsemmisült, katonáinak csak körülbelül egyharmada menekült meg.

## Előzmények
Schwarzenberg hadserege, miután elfoglalta a Nogent, Bray és Montereau pontokat, Nangis alatt tört előre. Wrede bajorjai és Wittgenstein orosz serege a szövetségesek előhadát formálva Brie-be érkeztek a Szajna másik oldalán, ott azonban Alix tábornok ellenállásába ütköztek, de azokat kimozdította  Württemberg hercege. A Bianchi osztrák hadosztály Fontainebleau irányába indult, Platov (Матвей Иванович Платов) kozákjai elárasztották Yonne-t és Loire-t.
A császár 16-án délelőtt elhagyta Meaux-t, Guignes-be parancsolta seregét Brie-n át, a Crécy-től  Fontenay-Trésigny-ig vezető úton. Ez az út nyitva állt a fáradt francia erők számára, a szomszédos falvak lakosai dupla pihenő állomásokat készítettek nekik.

## A csata
Február 17-én reggel az összes sereg elhagyta Guignes-t és előrenyomult. Sokkoló erővel hatott a szövetségesekre, hogy Napóleon visszatért, és személye erősen befolyásolta a csata kimenetelét. A második hadtest Victor parancsnoksága alatt az élen, gyors menetben Guignesből  Nangis-ba (Kellermann és Milhaud lovassága kíséretében) és Mormant előtt összecsapott egy 8000 fős orosz hadtesttel. A császár dupla gyorsasággal indította meg hadoszlopaival a támadást. A szárnyakon a lovasság megkerülte Mormant, középen a második hadosztály szemből nyomult előre. Gérard az 5. zászlóaljjal nyitotta meg a támadást egy szuronyrohammal. Drouot tábornok serege bekerítette  a Gárda 36 tisztjével erősítve a szövetségeseket, hatalmas tüzet nyitottak az orosz gyalogságra, ezzel megfutamítva őket.
A lovasság egy része kibújt a bekerítésből, a gyalogság pedig két négyszöget alkotott (teljesen hiába). Az egyiket  Kellerman és Milhaud tábornok serege támadta, a másikat, amely Ancoeur mocsarain keresztül próbált elmenekülni, a szárnyakon négy dragonyos hadosztály vette célkeresztbe. A menekülők Provins és Villeneuve-le-comte felé próbáltak kiszökni az üldözők állandó zaklatása mellett, ezalatt Piré tábornok az orosz lovasság közül számos foglyot ejtett és hat löveget zsákmányolt. Victor tábornok (Belluno hercege) rátért a Villeneuve-le-Comte-i útra és délután három órakor szembe találta magát Lamotte bajor seregével, aki a szövetségesek előhadát vezette. Gérard tábornok csapatai is bekapcsolódtak az ütközetbe, egy zászlóaljjal megtámadták a szövetségesek által elfoglalt Villeneuve-öt. A tábornok seregének mozgása eddig rejtve maradt a szövetségesek elől, most a bajor utóvéd bal szárnyát támadta meg. Bordesoulle tábornok vértesei próbálták meg visszafoglalni a települést, amit a szövetségesek elkeseredetten védtek. A bajor generális nem erőltette a támadást, négyszögeket alkotott gyalogságából, Donnemarie irányába hátrált, de az erdőből Gérard tábornok szuronyrohamokkal zavarta meg.

## Következmények
A mormant-i csata nem játszott döntő szerepet sem a napóleoni háborúk, sem a franciaországi hadjárat történetében. De azt mégis bebizonyította, hogy a franciák képesek a túlerővel szemben is megvédeni földjüket. A bajorok és oroszok összesen 5000 embert veszítettek.